# Alaimus acutus
Alaimus acutus är en rundmaskart som beskrevs av Robert Folger Thorne 1939. Alaimus acutus ingår i släktet Alaimus och familjen Alaimidae. Inga underarter finns listade i Catalogue of Life.